# Chorisochismus dentex
Chorisochismus dentex är en fiskart som först beskrevs av Pallas, 1769.  Chorisochismus dentex ingår i släktet Chorisochismus och familjen dubbelsugarfiskar. Inga underarter finns listade i Catalogue of Life.